# نصف قطر المنحنى الأساسى
نصف قطر المنحنى الأساسى أو تبسيطًا المنحنى الأساسى (اختصارًا BCR  أو BC) ، هو قياس واحد من المعاملات الهامة لعدسة ما لقياس مستوى البصر .
- في عدسة النظارات، هو الانحناء الخارجى للسطح الأمامى .
- في العدسات اللاصقة ، هو الانحناء للسطح الخلفى وأحيانًا يتم الإشارة إليه على أنه نصف القطر البصرى المركزي الخلفى (اختصارًا BCOR) .
- القيم المثالية للعدسات اللاصقة تكون من 8.0 ل 10.0 مليمتر .
- المنحنى الأساسى هو نصف قطر الكرة الخلفى للعدسة كما تم إيضاحه .
- تعتبر قيمته هامة لكى يسمح للعدسة اللاصقة أن تتناسب جيدًا مع قرنية المرتدى لها لراحته، ولتسهيل عملية صرف الدموع، والسماح لنقل الأوكسجين .

## روابط خارجية
- OptiCampus.com.
- Understanding contact lens prescriptions
- David Madrid-Costa, Javier González-Cavada (2003). "Base Curve Influence on the Fitting and Comfort of the Senofilcon A Contact Lens". Journal of Optometry 2.